# واندرسون ميراندا فرنسيسكو
واندرسون ميراندا فرنسيسكو هو لاعب كرة قدم برازيلي في مركز الوسط، ولد في 8 فبراير 1990 في Santo Amaro da Imperatriz ‏ في البرازيل. لعب مع دينامو بوخارست وسبورتينغ براغا ونادي أونياو دا ماديرا ونادي ريبيراو.

## وصلات خارجية
- واندرسون ميراندا فرنسيسكو على موقع قاعدة بيانات كرة القدم.إي يو (الإنجليزية)
- واندرسون ميراندا فرنسيسكو على موقع Soccerway.com (الإنجليزية)
- واندرسون ميراندا فرنسيسكو على موقع AS.com (الإسبانية)